# 新田氏
新田氏，是日本平安时代末期发源于上野國（今群馬縣）的豪族。新田氏始祖是清和源氏支流河内源氏栋梁、鎮守府将軍源義家三子源義国的长子新田義重，故新田氏家系为所谓“上野源氏”。新田氏与義國流足利氏（源姓足利）是同族。

## 概要
祖先是源義國，當時源義國以下野國足利莊為根據地。源義國次男足利義康後代為足利氏，而源義國長男新田義重在渡良瀨川對岸淺間山的一塊荒地作為根據地。新田氏為鎌倉幕府的御家人。
新田氏第八代當主新田義貞，攻克鎌倉，為消滅鎌倉幕府之一大功臣。於南北朝時代時，新田義貞支持後醍醐天皇，對抗足利尊氏。後，在北陸作戰時，新田義貞於越前國遭到襲擊而戰死(藤島之戰)。其後，新田氏家督之位由新田義貞三男新田義宗繼承。新田義宗與異母兄新田義興長期在東國與足利氏及其盟友展開合戰，然不敵，紛紛戰死，新田氏宗家遭滅亡。然山名氏、里見氏等新田氏庶流因支持足利氏而成為室町幕府的重臣，岩松氏、堀江氏以至德川氏等亦自稱新田氏的後代。